# David Johnston (nadador)
David Johnston (Dallas, 28 de octubre de 2001) es un deportista estadounidense que compite en natación, especialista en el estilo libre.
Ganó una medalla de bronce en el Campeonato Mundial de Natación de 2024, en la prueba de 4 × 200 m libre.
Estudió el grado de Comunicación y Liderazgo en la Universidad de Texas en Austin.

## Palmarés internacional
| Campeonato Mundial | Campeonato Mundial | Campeonato Mundial | Campeonato Mundial |
| Año                | Lugar              | Medalla            | Prueba             |
| ------------------ | ------------------ | ------------------ | ------------------ |
| 2024               | Doha (Catar)       | Medalla de bronce  | 4 × 200 m libre    |